# Nieuw-Guinese grootoorvleermuis
De Nieuw-Guinese grootoorvleermuis (Pharotis imogene) is een mogelijk uitgestorven vleermuis uit de familie der gladneuzen (Vespertilionidae) die voorkomt op Nieuw-Guinea. Het is de enige soort van het geslacht Pharotis, dat verwant is aan Nyctophilus. Deze soort is slechts bekend van 45 exemplaren die in 1890 in Kamali (Central Province, Papoea-Nieuw-Guinea) zijn gevangen. Waarschijnlijk werd er dan ook een grote kolonie gevonden. Sinds 1890 is de soort niet meer gevonden; daarom is hij waarschijnlijk uitgestorven.
P. imogene is kleiner dan Nyctophilus in Nieuw-Guinea en heeft een relatief korter gezicht en grotere oren, ogen en een groter neusblad. De kop-romplengte bedraagt 47 tot 50 mm, de staartlengte 42 tot 43 mm, de voorarmlengte 37,5 tot 38,6 mm, de tibialengte 17,5 tot 18,4 mm, de achtervoetlengte 7,8 tot 9,3 mm en de oorlengte 24,4 tot 25,0 mm.